# Полимерный изолятор
Полимерный изолятор — это устройство, предназначенное для изоляции и крепления проводов воздушных линий электропередачи (ВЛ) и распределительных устройств электростанций и подстанций, а также токоведущих частей в электрических аппаратах, выполненные с применением композитных материалов.

## История
Подавляющее количество линий электропередач к началу 2000-х годов в России строились с применением стеклянных изоляторов. В 2001 году 98 % применения изоляторов относились к подвесным стеклянным изоляторам, и лишь 2 % — к полимерным изоляторам. К 2011 году доля применения полимерных изоляторов уже достигла 14 % и продолжает расти. Это связано прежде всего с усовершенствованием конструкции полимерных изоляторов и применением более совершенных материалов.

## Конструкция полимерных изоляторов
Полимерные (композитные) изоляторы состоят из стержня, определяющего механическую и электрическую прочность изолятора, на который опрессовываются металлические оконцеватели, обеспечивающие соединение изолятора с проводами и элементами опор ВЛ при помощи линейной арматуры. Как правило стержень изготавливается из смолы, армированной стекловолокнами. Для защиты от воздействия различных климатических факторов и создания необходимой длины пути утечки, на стержень наносится оболочка, выполненная из полимерных материалов. Оболочка может состоять из отдельных элементов (юбок), смонтированных на стержне или из оболочки, отлитой цельно на стержне. Также полимерная оболочка может наносится на промежуточный слой, улучшающий адгезию материала оболочки и материала стержня.

## Отличие полимерных изоляторов от стеклянных и фарфоровых изоляторов
- Полимерные (композитные) изоляторы до 10 раз легче чем фарфоровые и стеклянные, что делает их более удобными в транспортировке и монтаже;
- Обеспечена большая электрическая прочность за счет гидрофобности оболочки;
- Исключена необходимость трудоемкой сборки гирлянд;
- стойки к вандализму;
- создают более низкий уровень радиопомех;

## Основные типы полимерных изоляторов
Выделяется несколько типов полимерных изоляторов:
- Подвесные линейные полимерные изоляторы цельнолитые типа ЛКЦ;
- Опорные линейные стержневые полимерные изоляторы типа ИОСК, СК;
- Опорные подстанционные полимерные изоляторы типа ОСК;
- Железнодорожные изоляторы полимерные типа ФСК,КСК,ПСК,НСК
- Межфазные изолирующие распорки;
- Изолирующие траверсы для ВЛ напряжением 10-220 кВ;

## Эволюция полимерных изоляторов, технологии изготовления

### Полимерные изоляторы I поколения
Первые полимерные изоляторы, относящиеся к изоляторам I поколения, изготавливались по так называемой «шашлычной» технологии, при которой оболочка наносилась на стеклопластиковый стержень вручную пореберной склейкой.
Разгерметизация любого из клеевых швов полимерного изолятора I поколения приводила к его внутреннему увлажнению и скорому выходу из строя по причине сквозного пробоя или механического разрушения стеклопластикового стержня.

### Полимерные изоляторы II поколения
На изоляторах II поколения был осуществлен переход на цельнолитую кремнийорганическую защитную оболочку на основе силиконов, устойчивых к воздействию ультрафиолетового излучения и других атмосферных факторов.
Однако герметизация узла входа стержня в оконцеватель, на изоляторах II поколения, осуществлялась по-прежнему проклейкой.
На изоляторах II поколения также отмечаются случаи разгерметизации стыка оконцевателя и защитной оболочки, что приводит к внутреннему увлажнению стержня. Это становится причиной неизбежной потери изолятором его механической и электрической прочности.

### Полимерные изоляторы III поколения
Повышение надежности полимерных изоляторов III поколения обеспечивается защитой от проникновения влаги самого слабого узла — входа стержня в оконцеватель. Вход перекрывается защитной оболочкой, обладающей высокой адгезией к оконцевателю и стержню изолятора.
Данная технология является не новой,а является доработкой технологии цельного литья. Данный способ не используется в Европе, т.к. считается что со временем резина может потерять контакт с металлическими частями изолятора.